# 弗里斯博物馆
弗里斯博物馆位於荷蘭菲士蘭省首府吕伐登，成立於1881年4月13日 。目前的新館舍是由建築師休伯特·簡·亨特所設計，2013年9月13日由馬克西瑪王后揭幕啟用。
弗里斯博物館的藏品超過100萬件，主要展示弗里斯蘭省從1200年至2000年的藝術、手工藝和歷史，目前對外展出約8000件。

## 外部連結
- 维基共享资源上的相關多媒體資源：弗里斯博物馆
- 官方网站